# Миленко Павловић
Миленко Павловић (Горње Црниљево, 5. октобар 1959 — Ваљево, 4. мај 1999) био је пилот Војске Југославије и командант 204. ловачко-авијацијског пука са чином потпуковника. Погинуо је у борби са НАТО ескадрилом изнад Ваљева 4. маја 1999. током НАТО бомбардовања СРЈ. Постхумно је унапређен у чин пуковника.

## Биографија

### Детињство, рана младост, школовање
Миленко је рођен у породици Милорада и Радмиле Павловић, у селу Горњем Црниљеву 5. октобра 1959. године. Прва четири разреда основне школе завршио је у родном месту, а следећа четири у Осечини. Средњу војну школу је завршио у Мостару. Иако је најпре одбацио ту могућност, касније се ипак одлучио за професију војног пилота.

### Бомбардовање
Бомбардовање Савезне Републике Југославије затекла га је на дужности команданта 204. ловачког пука, чије је седиште било измештено у Стару Пазову. Летачка техника је била на изузетно слабом нивоу одржавања и несигурна. До тог 4. маја неколико авиона је изгубљено услед разних кварова који су се обично дешавали непосредно по узлетању. Већина пилота је успела да се спасе, погинуо је једино мајор Зоран Радосављевић.
Дана 4. маја 1999. око 12 часова примећена је већа група НАТО авиона која је дејствовала у правцу Ваљева, углавном на фабрику муниције Крушик, као и на војна складишта у селу Причевић. Команду да полети добио је један од млађих официра. Међутим, потпуковник Павловић је телефонском везом наредио да се позвани пилот задржи и уместо њега је он полетео ка Ваљеву са својим авионом МиГ-29, № 18109. Убрзо се нашао над Ваљевом, међутим, после самог узлетања му се покварио генератор наизменичне струје тако да је остао без радара. Павловић се упустио се у неравноправну битку против 16 НАТО авиона, успео да их збуни и чак натера у бекство смелим наступањем али је, убрзо, око 12:45, био погођен са три ракете, испаљене од стране холандских пилота са авиона F-16 фајтинг фалкон који су били западно од Тузле те их он није ни приметио. Погинуо је још у ваздуху. Остаци његовог авиона пали су у село Петница. Сахрањен је 6. маја 1999. на Новом бежанијском гробљу.
Главна улица у Батајници, која води од центра села до аеродрома носи име пуковника Миленка Павловића.
У родном селу Миленка Павловића, Горњем Црниљеву, направљен је спомен-комплекс који обухвата:
1. Спомен-чесму са плочама пилоту Павловићу и мајору Александру Стефановићу (погинулом 1991. код Товарника) као и војницима изгинулим у ратовима за ослобођење 1912—1918. На спомен-чесми се налази крило са авиона МиГ-29 пилота Павловића
2. Ловачки спомен-дом Миленко Павловић Пилот
3. Авион типа Г-4 Супер Галеб
4. Топ са Цера, могући учесник Церске битке У оквиру комплекса се налазе и црква Обновљења храма св. Георгија-Ђурђица, са парохијским домом као и игралиште ФК Миленко Павловић - Пилот.[2]

Радио Телевизија Србије је снимила документарни филм о животу и погибији Миленка Павловића под називом „Лет у смрт“, који је премијерно емитован 24. марта 2006. године, на седмогодишњицу почетка НАТО агресије на СРЈ. Његова фотографија са пилотском кацигом, постала је крајем 2008. године, лого модне компаније Hero (Херој). Године 2014. српски репер Uncle Dzo снимио је песму посвећену Павловићу.
Дана 26. јуна 2019. године одлучено је да се војни аеродром Батајница преименује у Војни аеродром Пуковник – пилот Миленко Павловић.